# Cortodera ranunculi
Cortodera ranunculi là một loài bọ cánh cứng trong họ Cerambycidae.